# Камчатский край
Камча́тский край (Камча́тка) — субъект Российской Федерации, входящий в состав Дальневосточного федерального округа и являющийся частью Дальневосточного экономического района.
Административный центр — город Петропавловск-Камчатский.
Образован 1 июля 2007 года в результате референдума по объединению Камчатской области и Корякского автономного округа.
Граничит на северо-западе с Магаданской областью, на севере — с Чукотским автономным округом, на юге через Первый Курильский пролив граничит c Сахалинской областью.

## История
Начиная с каменного века Камчатка была заселена древними людьми. Первыми из известных народов на этой территории появились коряки, айны и ительмены. В середине XIX века началось заселение полуострова эвенами.
Редкое население занималось в основном охотой и рыболовством.
В XVII веке началось освоение русскими Сибири и Дальнего Востока. Одним из самых старых городов на Дальнем Востоке является Петропавловск-Камчатский.
Одними из первых русских, кто добрался сюда, были казаки Атласова в 1697 году. Казаки в Авачинской губе, рядом с ительменским селением Аушин, что на берегу Авачинской бухты Тихого океана, заложили лабазы для хранения ясака и основали острог.
Постоянное русское население появилось к 1730 году и, вследствие своей немногочисленности, в значительной степени смешалось с аборигенами края, а часть ительменов восприняла русский язык и культуру, войдя в состав камчадалов. К началу XX века на Камчатке насчитывалось около 3 600 человек местного русско-ительменского населения, которое представляло одну этнографическую группу с общими чертами культуры и быта и русским языком общения.
Через 43 года, по составленным ранее картам Камчатской земли, сюда прибыла на двух пакетботах 17 октября 1740 год Вторая Камчатская экспедиция 1733—1743 годах под руководством Витуса Беринга и Алексея Чирикова.
Своё название Петропавловский острог получил от имён кораблей-пакетботов «Святой апостол Пётр» и «Святой апостол Павел».
Основатель города — штурман мичманского ранга Елагин Иван Фомич. 29 сентября 1739 года, по приказу руководителя 2-й Камчатской экспедиции Витуса Беринга, Иван Елагин на боте «Святой архангел Гавриил» отправился из Охотска на Камчатку. Ему поручалось описать морской берег от устья реки Большой до Авачинского залива, продолжить исследования Авачинской губы, составить её карту, построить склады и жилые помещения для остановки экспедиции, а также осуществить промеры для выяснения возможностей захода крупных морских судов, поскольку «при оной губе надлежит быть для жилья служителем строение, також и для клажи провианта магазеинам, да и от Большой реки до означенной губы морской берег поныне ещё не описан».
Авачинскую губу Витус Беринг выявил в 1729 году во время возвращения Первой Камчатской экспедиции в Охотск.
6 октября (17 октября по н. ст.) 1740 года в Авачинскую губу прибыли пакетботы «Святой апостол Павел», ведомый Алексеем Чириковым, и «Святой апостол Пётр» с командором Витусом Берингом. Этот день принято считать днём рождения города Петропавловска-Камчатский.
В 1779 году Петропавловскую гавань посетили два английских военных судна «Дискавери» и «Резолюшн» Третьей кругосветной экспедиции Дж. Кука. В гавани в августе был похоронен Ч. Кларк, принявший на себя руководство экспедицией после гибели Дж. Кука.
В 1787 год Петропавловск посетили корабли «Буссоль» и «Астролябия» кругосветной экспедиции Лаперуза.
В 1812 году Петропавловск-Камчатский получил статус города и название «Петропавловская гавань». Вышло также «Новое положение о Камчатке», по которому управление Камчаткой поручалось особому начальнику. Местом пребывания начальника «назначалась» Петропавловская гавань, которая становится столицей Камчатки.
2 декабря 1849 года была образована Камчатская область во главе с губернатором В. С. Завойко, с центром под названием «Петропавловский порт».
В ходе Крымской войны гарнизон Петропавловска-Камчатского под командованием генерал-майора В. С. Завойко 18—24 августа (30 августа—5 сентября) 1854 года отразил нападение англо-французской эскадры из 6 кораблей, разбив высаженный ею десант на Никольской сопке.
В 1922 году на территории Камчатской области была образована Камчатская губерния.
Камчатская область была образована 20 октября 1932 в составе Хабаровского края.
22 июля 1934 года Всероссийский Центральный Исполнительный Комитет постановил включить в состав Камчатской области Чукотский и Корякский национальные округа.
В августе 1938 года в Тарьинской бухте Авачинской губы была создана база дизельных подводных лодок. Именно с этого времени будущий Вилючинск стал городом подводников.
В 1933—1945 годах широкий японский промысел в водах Северных Курил стал одной из причин значительного падения запасов лососей на западном побережье Камчатки.
С 23 января 1956 область стала отдельной административно-территориальной единицей РСФСР. В составе Камчатской области остался только Корякский автономный округ.
8 февраля 1956 года Советский Союз ввёл запрет на ловлю рыбы иностранными судами в морях, прилегающих с юга и с востока к Камчатке, но уже 14 мая того же года в результате переговоров с японской стороной это постановление было отменено. Это было сделано для того, чтобы советско-японские политические отношения стали мирными.
Город Вилючинск был образован 16 октября 1968 года Указом Президиума Верховного Совета РСФСР путём слияния рабочих посёлков Рыбачий (база атомных подводных лодок), Приморский (береговые части обеспечения Тихоокеанского флота) и Сельдевая (судоремонтный завод Военно-Морского флота). Название получил от имени соседствующего вулкана — Вилючинского. Сами посёлки получили статус микрорайонов.
В 1959 году, по личному решению Н. С. Хрущёва, в Советском Союзе была образована 4-я Тихоокеанская Океанографическая экспедиция ТОГЭ-4, давшая мощный толчок развитию области.
С конца 1959 года в области стала развиваться судоремонтная промышленность, а спустя несколько лет в бухте Крашенинникова обосновались атомные подводные лодки Тихоокеанского флота.
В 1959—60 годах в Рыбачьем была размещена войсковая часть морских лётчиков-противолодочников, созданы войсковые части лётчиков-противолодочников.
Между тем, японский океанический лов лососей и сопутствующее ему разорение Камчатки продолжались. В период с 1957 по 1970 годы на Камчатке было упразднено 48 населённых пунктов, население которых было занято в рыболовном промысле.
Период интенсивного морского японского дрифтерного промысла лососей совпал по времени с ухудшением условий морского нагула лососей, что привело в 1960—1970 гг. к падению уловов лососей во всём СССР.
В мае 1970 года адмирал флота СССР С. Г. Горшков заложил в микрорайоне Рыбачий дом офицеров флота (ДОФ).
В 1973 году был открыт памятник подводникам, погибшим при выполнении воинского долга.
В 1976 году СССР вслед за другими имеющими выход к морю государствами установил у своего побережья двухсотмильную экономическую зону, и в распоряжение советских рыбаков перешло камчатское Охотоморье и прилегающая к Камчатке полоса Тихого океана. Принятые меры (наряду с улучшением условий океанического нагула, вызванным климатическими изменениями, которые происходили в конце 1970—1980 гг.), обусловили рост запасов лососей на севере Тихого океана.
В 1978 году Советский Союз запретил Японии лов рыбы в своей исключительной экономической зоне (200 миль от побережья).
28 июля 1996 года в Вилючинске был открыт мемориал в честь подводников, погибших при выполнении боевых задач. Имена подводников Л-16 начертаны на медной плите, прикреплённой к рубке подводной лодки, имена членов экипажей К-129 и К-429 нанесены на гранитные плиты.
В 1998 году флотилия атомных подводных лодок Тихоокеанского флота Российской Федерации была реорганизована в эскадру атомных подводных ракетных крейсеров. В справочниках НАТО эта база российских подводных лодок носит название «Осиное гнездо».
23 октября 2005 был проведён референдум по объединению Камчатской области и Корякского автономного округа. Население поддержало объединение регионов.
7 июля 2006 года Совет Федерации одобрил закон «Об образовании в составе Российской Федерации нового субъекта РФ в результате объединения Камчатской области и Корякского автономного округа». В итоге образовался новый субъект Российской Федерации, который с 1 июля 2007 года носит название «Камчатский край», в составе края создана административно-территориальная единица с особым статусом — Корякский округ.
28 августа 2015 года было принято Постановление Правительства РФ «О создании территории опережающего социально-экономического развития „Камчатка“» для формирования условий для укрепления экономических позиций России на конкурентных рынках стран Азиатско-Тихоокеанского региона и стимулированию социально-экономического развития Камчатского края за счёт создания дополнительных рабочих мест, новых промышленных и туристических объектов, производства экспортноориентированной и импортозамещающей продукции, привлечения инвестиций.

## Физико-географическая характеристика

### География
Камчатский край занимает территорию полуострова Камчатка, прилегающую часть материка, остров Карагинский и Командорские острова. Омывается с востока Беринговым морем (протяжённость берега — более 2000 км), с запада — Охотским морем (протяжённость берега — примерно 2000 км).
По территории Камчатского края протекают до 14 100 рек и ручьёв. Основные реки: Камчатка (протяжённость 758 км), Пенжина (713 км), Куюл (Таловка) (458 км), Вывенка (395 км), Пахача (293 км), Апука (296 км), Укэлаят (288 км). Озёра: Таловское (44 км²), Паланское (28 км²).
Горные хребты: Срединный (протяжённость — около 900 км), Восточный, Ветвейский, Пенжинский, Пахачинский, Олюторский и др. Высоты: г. Хувхойтун (2613 м), г. Ледяная (2562 м), г. Острая (2552 м), г. Шишель (2531 м), сопка Тылеле (2234 м).
Камчатка относится к зоне активной вулканической деятельности, имеется около 300 крупных и средних вулканов, 29 из них являются действующими. Самый большой вулкан Евразии — Ключевская Сопка (высота 4750 м). С деятельностью вулканов связано образование многих полезных ископаемых, а также проявление гидрогеотермальной активности: образование фумарол, гейзеров, горячих источников и др.
Камчатский край находится в 12-часовой зоне под названием Камчатское время. Смещение Всемирного координированного времени UTC составляет +12:00. Разница с Москвой составляет 9 часов.

### Климат
Климат в северной части края — субарктический, на побережьях — умеренный морской с муссонным характером, во внутренних районах — континентальный. Зима продолжительная, снежная; средние температуры января-февраля — от −3 °C (Остров Беринга), до −24 °C (Каменское). Лето короткое, обычно прохладное и дождливое; средние температуры июля и августа — от +11 °C (Никольское), до +16 °C (Ключи). Количество осадков сильно различается: от 390 мм (Эссо) до 1 240 мм (Семячик).

### Растительный мир
Бо́льшая часть полуострова покрыта лесами из каменной берёзы, в верхних частях склонов гор распространены ольховый и кедровый стланики. В центральной части, особенно в долине реки Камчатки, распространены леса из лиственницы курильской и ели аянской. В поймах рек растут леса с участием тополя душистого, ольхи волосистой, чозении, ивы сахалинской. Во втором ярусе и подлеске распространены боярышник зеленомякотный, черёмуха азиатская, рябина камчатская, кустарники — бузина камчатская, шиповник тупоушковый, рябина бузинолистная, жимолость камчатская, таволга, кустарниковые ивы и многие другие виды. Для Камчатки, особенно прибрежных территорий, характерно высокотравье — такие виды, как шеламайник камчатский, дудник медвежий, борщевик сладкий, достигающий здесь в высоту 3-4 метров.

### Животный мир
Животный мир Камчатского края представлен множеством видов, среди наиболее крупных сухопутных млекопитающих — бурый медведь, снежный баран, северный олень, лось, росомаха. Также распространены лисица, соболь, белка, норка, горностай, ласка, ондатра, суслик арктический, черношапочный сурок, пищуха, полёвки и бурозубки. Волк довольно редок и более встречается на северной части полуострова. Среди сравнительно редких видов на Камчатке — также рукокрылые, или летучие мыши — ночница Брандта, северный кожанок, восточный бурый ушан. На побережьях и в прибрежных водах обитают каланы, сивучи, морские котики, ларги, антуры, китообразные — косатки, серые киты, морские свиньи и другие.
На Камчатке встречается около 240 видов птиц, среди которых особенно заметны морские колониальные и водно-болотные виды. Также многочисленны воробьинообразные, встречаются хищные птицы (белоплечий орлан, орлан-белохвост, беркут, кречет, сапсан, ястреб-тетеревятник, скопа и др.)
Сухопутных рептилий на полуострове нет, земноводных всего два вида — сибирский углозуб и озёрная лягушка.

### Заповедники и памятники природы
Более 14,5 % территории Камчатского края относится к особо охраняемой. Существует Кроноцкий заповедник, заказник федерального значения «Южно-Камчатский», две санаторно-курортные местности — «Курорт Паратунка», «Малкинские минеральные воды»); четыре природных парка регионального значения («Налычево», «Быстринский», «Южно-Камчатский», «Ключевской»); 22 заказника регионального значения; 116 памятников природы; четыре особо охраняемые природные территории (ландшафтный природный парк «Голубые озера», Юго-западный тундровый и Соболевский заказники).
Шесть зон, называемых «Вулканы Камчатки», включены в список всемирного наследия ЮНЕСКО: Кроноцкий биосферный заповедник, кальдера вулкана Узон, Быстринский природный парк, Природный парк Налычево, Южно-Камчатский природный парк, Ключевской природный парк.

#### Заповедники
- Корякский заповедник, включающий мыс Говена, бухту Лаврова и Парапольский дол (327 тыс. га) Корякский заповедник находится под управлением ФГБУ «Кроноцкий государственный заповедник» с апреля 2015 года.
- Кроноцкий заповедник;
- Южно-Камчатский заказник (Находится под управлением ФГБУ «Кроноцкий государственный заповедник»[14];
- Командорский заповедник на Командорских островах.

#### Природные заказники
Остров Карагинский (193 тыс. га), река Морошечная (150 тыс. га), река Белая (90 тыс. га), озеро Паланское (88 тыс. га), лагуна Каазарок (17 тыс. га), Утхолок (50 тыс. га) и др.

#### Памятники природы
Долина Гейзеров, Паланские геотермальные источники, бухта Анастасии, о. Маньчжур, лиственничный лес, аметисты реки Шаманка и др.

### Природные ресурсы
- Водные биологические ресурсы — рыба, морепродукты.
- Минеральные различных видов и пресные воды.
- Регион обладает богатыми запасами древесины.

#### Руды и россыпи цветных металлов
- Шанучское медно-никелевое поле — до 2,5 млн т руды (около 5 % никеля, Быстринский район) — готовится к эксплуатации горнообогатительное предприятие «Шанучское».
- Олюторское месторождение ртутных руд и долинных россыпей платины в Олюторском районе.
- Халактырское месторождение титано-магнетитовых песков (запасы концентрата — около 6 млн т, диоксида — до 0,8 млн т).

Несмотря на незначительные суммарные запасы региона в 450—800 тонн золота, высока концентрация руд от 10 до 25 граммов металла на тонну руды:
- «Аметистовое» с запасами 102 т;
- «Родниковое» с запасами 40 т;
- Агинское золоторудное месторождение с запасами 30 тонн золота, действует Агинский горнообогатительный комбинат;
- «Озёрновское» и несколько расследуемых золоторудных полей.

#### Горючие ископаемые
- Месторождения Охотской и Притихоокеанской нефтегазоносных провинций:
  - западное побережье (Кшукское, Северо-Колпаковское, Средне-Кунжикское и Нижне-Квакчикское месторождения (7,2 млрд м³)), общие установленные запасы газа — 19,31 млрд м³ — местного значения, в 2010 проложен газопровод к Петропавловску-Камчатскому;
  - ведётся разведка шельфовых месторождений, прогнозные ресурсы, оцениваются в размере 1,8 млрд т нефти и 2,3 трлн м³ газа.
- Крутогоровское месторождение бурого угля местного значения (рентабельные запасы — около 100 млн т) в Усть-Большерецком районе — предпроектная подготовка к освоению, и несколько месторождений каменных углей в Корякском округе — Хайрюзовское (С2 — 1,377 млн т) и Лесновское (Р1 — 2,04 млн т, Р2 — 5,9 млн т на глуб. 100 м).

#### Возобновляемые энергоресурсы
- Регион обладает значительным гидроэнергетическим потенциалом:
  - Пенжинская губа Охотского моря обладает колоссальным приливным потенциалом, оценённым в советское время в рамках проекта Пенжинской ПЭС мощностью в 87 ГВт;
  - значителен потенциал рек полуострова, реализованный лишь несколькими объектами, в частности — Толмачёвскими ГЭС суммарной мощностью 45,2 МВт. Суммарный же потенциал рек оценивается в размере до 20 ГВт рабочей мощности.
- Также велик потенциал парогидротерм Камчатки, в том числе и низкотемпературных, способных стабильно обеспечивать теплоэнергией, а суммарно оцениваемый электропотенциал достигает 1 ГВт. Среди основных месторождений:
  - Мутновское (вырабатывается до 413,6 млн кВт·ч электроэнергии в год на Мутновской и Верхне-Мутновской ГеоЭС);
  - Паужетское (вырабатывается до 60 млн кВт·ч электроэнергии в год на Паужетской ГеоЭС).
- Высок ветропотенциал побережья, особенно в Усть-Камчатском, Соболевском районах и на м. Лопатка. Действуют две ветроэлектростанции: в селе Никольское на Командорских островах и посёлке Октябрьский[15].

В 2010 году на Камчатке электроэнергии вырабатывалось на 40 % больше необходимого, однако в одних местах наблюдался её излишек, а в других — недостаток.

## Население
Численность населения края, по данным Росстата, составляет 288 200 чел. (2025), из них 56.4 % проживают в столице края, городе Петропавловске-Камчатском. Плотность населения — 0,62 чел./км2 (2025). Городское население — 
79,12 % (2022).

По данным переписи населения 2010 года, в регионе проживало 322 079 человек, среди них русских — 252 609 (78,43 %), украинцев — 11 488 (3,57 %), коряков — 6 640 (2,06 %), ительменов — 2 394 (0,74 %).
| 1831     | 1860     | 1890     | 1905     | 1910     | 1913     | 1917     | 1920     | 1925     | 1926     |
| -------- | -------- | -------- | -------- | -------- | -------- | -------- | -------- | -------- | -------- |
| 4451     | ↗26 000  | ↘24 000  | ↗30 000  | ↘27 200  | ↗35 000  | ↗35 600  | ↗36 159  | ↗36 200  | ↘34 958  |
| 1929     | 1931     | 1933     | 1939     | 1940     | 1941     | 1942     | 1943     | 1944     | 1945     |
| ↗35 500  | ↘30 050  | ↘28 800  | ↗109 300 | ↗114 000 | ↘104 000 | ↘82 300  | ↗96 700  | ↗107 500 | ↗109 500 |
| 1946     | 1950     | 1951     | 1956     | 1959     | 1961     | 1962     | 1963     | 1964     | 1965     |
| ↗110 000 | ↘108 100 | ↗122 000 | ↗209 000 | ↗220 753 | ↗231 000 | ↗239 000 | ↗246 000 | ↗253 000 | ↗256 400 |
| 1966     | 1968     | 1970     | 1971     | 1972     | 1973     | 1974     | 1976     | 1978     | 1979     |
| ↗261 000 | ↗281 000 | ↗287 612 | ↗296 000 | ↗311 000 | ↗322 000 | ↗334 000 | ↗357 000 | ↗376 000 | ↗378 491 |
| 1980     | 1981     | 1982     | 1983     | 1984     | 1985     | 1986     | 1987     | 1989     | 1990     |
| ↗386 000 | ↗392 000 | ↗406 000 | ↗415 000 | ↗422 000 | ↗428 000 | ↗435 000 | ↗443 000 | ↗466 096 | ↗476 911 |
| 1991     | 1992     | 1993     | 1994     | 1995     | 1996     | 1997     | 1998     | 1999     | 2000     |
| ↗478 541 | ↘475 987 | ↘458 899 | ↘439 750 | ↘421 582 | ↘406 393 | ↘397 007 | ↘388 255 | ↘380 481 | ↘372 308 |
| 2001     | 2002     | 2003     | 2004     | 2005     | 2006     | 2007     | 2008     | 2009     | 2010     |
| ↘366 400 | ↘358 801 | ↘357 917 | ↘354 714 | ↘352 148 | ↘349 240 | ↘347 123 | ↘345 669 | ↘343 539 | ↘322 079 |
| 2011     | 2012     | 2013     | 2014     | 2015     | 2016     | 2017     | 2018     | 2019     | 2020     |
| ↘321 659 | ↘320 156 | ↗320 549 | ↘319 864 | ↘317 269 | ↘316 116 | ↘314 729 | ↗315 557 | ↘314 723 | ↘313 016 |
| 2021     | 2022     | 2023     | 2024     | 2025     |          |          |          |          |          |
| ↘291 705 | ↗292 574 | ↘288 730 | ↗288 947 | ↘288 200 |          |          |          |          |          |

## Населённые пункты
В составе Камчатского края 88 населённых пунктов: 3 города, 29 посёлков и 56 сёл.
Населённые пункты с численностью населения более тысячи человек:
| Петропавловск-Камчатский | ↘162 546 |
| Елизово                  | ↘36 199  |
| Вилючинск                | ↗21 834  |
| Мильково                 | ↘7352    |
| Ключи                    | ↘4208    |
| Усть-Камчатск            | ↗3548    |
| Палана                   | ↘2837    |
| Коряки                   | ↗2793    |

| Пионерский | ↘2784 |
| Раздольный | ↘2395 |
| Эссо       | ↘1938 |
| Термальный | ↘1934 |
| Оссора     | ↘1841 |
| Николаевка | ↘1815 |
| Тиличики   | ↗1700 |
| Паратунка  | ↗1657 |

| Озерновский     | ↘1587 |
| Тигиль          | ↗1547 |
| Усть-Большерецк | ↘1450 |
| Соболево        | ↘1420 |
| Нагорный        | ↘1381 |
| Вулканный       | ↗1354 |
| Новый           | ↗1316 |
| Октябрьский     | ↘1225 |

## Административно-территориальное деление
Согласно Уставу Камчатского края и Закону «Об административно-территориальном устройстве Камчатского края», субъект РФ включает следующие административно-территориальные единицы: 3 города краевого подчинения (Петропавловск-Камчатский, Вилючинск, Елизово) и 11 районов, 4 из которых (Карагинский, Олюторский, Пенжинский, Тигильский) составляют Корякский округ как административно-территориальную единицу с особым статусом.
В рамках муниципального устройства на территории Камчатского края существуют 66 муниципальных образований, в том числе 3 городских округа, 1 муниципальный округ и 10 муниципальных районов (включающих 4 городских поселения и 46 сельских поселений).
| № на карте                                                     | Название                 | Код ОКАТО | Население, жит. | Территория, км² | Плотность, чел./км² | Административный центр |
| -------------------------------------------------------------- | ------------------------ | --------- | --------------- | --------------- | ------------------- | ---------------------- |
| Городские округа                                               |                          |           |                 |                 |                     |                        |
|                                                                | Петропавловск-Камчатский | 30 401    | ↘162 546        | 362             | 536,29              |                        |
|                                                                | Вилючинский (ЗАТО)       | 30 535    | ↗21 834         | 341             | 73,91               |                        |
|                                                                | посёлок Палана           | 31 232    | ↘2837           | 4 650           | 0,77                |                        |
| Муниципальный округ                                            |                          |           |                 |                 |                     |                        |
| 1                                                              | Алеутский                | 30 201    | ↘624            | 1507            | 0,41                | Никольское             |
| 2                                                              | Мильковский              | 30 210    | ↘8890           | 22590           | 0,48                | Мильково               |
| Районы                                                         |                          |           |                 |                 |                     |                        |
| 3                                                              | Быстринский              | 30 204    | ↘2422           | 23377           | 0,11                | Эссо                   |
| 4                                                              | Елизовский               | 30 207    | ↘59 658         | 40996           | 1,57                | Елизово                |
| 5                                                              | Карагинский              | 30 124    | ↘3403           | 40641           | 0,12                | Оссора                 |
| 6                                                              | Олюторский               | 30 127    | ↘3569           | 72352           | 0,08                | Тиличики               |
| 7                                                              | Пенжинский               | 30 129    | ↘2026           | 116086          | 0,02                | Каменское              |
| 8                                                              | Соболевский              | 30 213    | ↘1988           | 21076           | 0,13                | Соболево               |
| 9                                                              | Тигильский               | 30 132    | ↘3668           | 63484           | 0,13                | Тигиль                 |
| 10                                                             | Усть-Большерецкий        | 30 216    | ↘6185           | 20626           | 0,46                | Усть-Большерецк        |
| 11                                                             | Усть-Камчатский          | 30 219    | ↘8744           | 40837           | 0,31                | Усть-Камчатск          |
| примечание: выделенные розовым цветом входят в Корякский округ |                          |           |                 |                 |                     |                        |

## Экономика
Основные отрасли: рыбная промышленность (лов рыбы и переработка морепродуктов), сельское хозяйство, добыча природного газа, угля, цветных металлов; электроэнергетика, в том числе освоение нетрадиционных геотермальных источников энергии; транспорт и связь.
В регионе находятся крупные военно-морские базы — в частности базы подводных лодок, а также авиабазы и радарные станции — часть населения занята в сфере обслуживания военного хозяйства.

### Рыбная промышленность
В 2021 году, впервые за историю организации рыболовства на территории Камчатского края, вылов превысил 1 миллион 600 тысяч тонн. Такого результата удалось достичь и за счёт хороших подходов тихоокеанских лососей в путину 2021 года, когда Камчатка показала второй по объёму улов за историю наблюдений, и за счёт высоких показателей работы предприятий рыбохозяйственного комплекса. В Камчатском крае работает более 800 организаций, осуществляющих вылов и переработку водных биоресурсов.
С 2008 по 2021 год на побережьях Камчатки построен 31 современный рыбоперерабатывающий завод, объём производства увеличен более чем на 6 тысяч тонн в сутки, места для хранения замороженной рыбопродукции — более чем на 46 тысяч тонн. Было создано более 5 500 рабочих мест, построено и модернизировано 27 судов. Рыбопромышленные предприятия инвестировали в отрасль более 70 миллиардов рублей.
Объём производства рыбной продукции по состоянию на конец 2020 года составил 1,111 миллиона тонн, в том числе консервов — 6,5 тысячи условных банок. Объём выпуска продукции глубокой степени переработки 129 тысяч тонн, или 11,6 процента. Пять лет назад Камчатка производила почти в два раза меньше такой продукции, десять лет назад — в три раза меньше.
Компания «Русак» построила в Карагинском районе, в 700 км от Петропавловска-Камчатского цех по переработке рыбной продукции, производительностью более 100 тонн в сутки. Предприятие специализируется на выпуске свежемороженой продукции лососёвых, икры свежемороженой и солёной. Комплекс расположен в месте пересечения акваторий рек Ивашка, Дранка, Русакова, которые являются одними из наиболее стабильных и продуктивных нерестовых рек на побережье Восточной Камчатки. В бассейне водятся все виды тихоокеанских лососей и несколько видов гольцов. Проект стоимостью 560 млн рублей реализован по соглашению об инвестиционной деятельности с единым институтом развития — Корпорацией развития Дальнего Востока и Арктики (КРДВ), подведомственной Минвостокразвития. По данным КРДВ, территория опережающего развития «Камчатка» — самая многочисленная по количеству резидентов. На 2021 год инвестиционную деятельность ведут 115 компаний с проектами на сумму 174,3 млрд рублей и планами создать более 10 тыс. рабочих мест. Причём пятая часть резидентов ТОР «Камчатка» свои проекты уже реализовала — 22 предприятия запущено. Из заявленного объёма инвестиций 20,1 млрд рублей уже фактически вложены, на действующих предприятиях создано более 6 тыс. рабочих мест.
На территории опережающего развития «Камчатка» в нижнем течении реки Кехта Соболевского района построен рыбоперерабатывающий завод. Мощности рассчитаны на производство от 200 до 250 тонн готовой продукции в сутки. Предприятие выпускает мороженую продукцию: нерку, горбушу, кету, кижуча, гольца, молоки лососёвых рыб, а также минтай, камбалу, навагу, корюшку, треску и палтуса. Кроме того, завод производит икру лососёвую зернистую солёную весовую, икру лососёвую мороженую ястычную, икру минтая и наваги мороженую. Из рыбных отходов производятся рыбная мука и технический рыбный жир, а очистные сооружения обеспечивают сброс использованных вод после глубокой очистки.
По соглашению с единым институтом развития — Корпорацией развития Дальнего Востока и Арктики инвестиции в проект составили 200 млн рублей, общие вложения резидента в создание завода достигли 1,8 млрд рублей. На рыбохозяйственном предприятии, поселкообразующем для села Устьевое Соболевского района, создано 206 новых рабочих мест.
Механизму инвестиционных квот на вылов рыбы — 5 лет. В Арктике и на Дальнем Востоке построены или находятся на завершающей стадии строительства 23 новых рыбоперерабатывающих завода, заключено 96 договоров на строительство рыбо- и крабодобывающих судов. Во втором этапе программы инвестквоты будут распределены поровну между строительством фабрик и судов. Это позволит построить порядка 80 крупных рыбоперерабатывающих заводов и до 30 рыбопромысловых судов.

### Сельское хозяйство
Камчатка издавна славилась пушным промыслом. Меха добываемых здесь соболя, лисицы, голубого песца, морского котика высоко ценятся на международных аукционах. Также развито оленеводство, использующее отличные пастбища на севере Камчатки. В 1990 году в регионе было 172,4 тыс. оленей, в 2000 году только 41,5 тыс. оленей, а в 2010 году лишь 37,1 тыс. оленей.
На 1 января 2021 года поголовье КРС — 9 596 голов (+2,2 %), из них коров — 4 331 голов (+0,5 %), свиней — 24 888 голов (-7,8 %), овцы и козы — 2 721 голов (+2,4 %), птица — 291,4 тыс. голов (-15,2 %), лошади 1529 голов. Северные олени — 48 555 голов.
В 2020 году в хозяйствах всех категорий произведено молока 22,8 тыс. тонн (+0,6 %), скот и птица на убой (в живом весе) — 9 690 тонн, картофель — 39,7 тысяч тонн, овощи — 13 580 тонн, из них овощи закрытого грунта — 2 620 тонн, плодов и ягод — 1 580 тонн.
Животноводство и растениеводство Камчатского края 2013—2018 год.
| тыс. гектар | 15 | 64,9 | 54,8 | 32,6 | 18,8 | 22 | 20,8 |

### Энергетика
Особенностью энергетики Камчатского края является изолированность от Единой энергосистемы России и энергосистем других регионов, а также деление на большое количество не связанных друг с другом энергоузлов. Другой спецификой энергетики региона является большое разнообразие электростанций — по состоянию на 2019 год, на территории Камчатского края эксплуатировались две крупные тепловые электростанции, три геотермальные электростанции (ГеоЭС), четыре гидроэлектростанции (ГЭС), три ветроэнергетических комплекса (ВЭС), а также большое количество небольших дизельных электростанций (ДЭС), общей мощностью 651,5 МВт. В 2018 году они произвели 1816 млн кВт·ч электроэнергии.

### Транспорт
Автомобильный транспорт играет ведущую роль в перевозках грузов в крае. Общая протяжённость автомобильных дорог — 3014,04 км. 47,5 км из них — федерального значения (А401 «Морской порт—Аэропорт»), 1875,82 км — регионального значения, 1090,72 км — местного значения. Сеть автодорог отличается высокой степенью износа (дороги регионального значения изношены на 70,9 %), имеет незавершённый характер и не обеспечивает круглогодичного автотранспортного сообщения экономически развитых южных и центральных районов с севером. Край занимает второе место в России по обеспеченности автомобилями. Этот показатель составляет 429 машин на 1000 жителей (2011).
Железных дорог на Камчатке нет. Существует проект по строительству железнодорожной ветки от Нижнего Бестяха на полуостров — Ленско-Камчатская магистраль.
Пассажирское сообщение Камчатского края с внешним миром ведётся исключительно через аэропорт Елизово, грузовое сообщение — морским транспортом.

### Туризм
Общее количество туристов, побывавших в Камчатском крае за 2007—2009 годы, превысило 102,8 тыс. человек (въездной и внутренний туризм). Число российских туристов в 2009 году составило около 16 тыс. человек (включая 10 тыс. туристов самой Камчатки). Среди иностранных туристов Камчатский край в 2009 году посетили около 12 тыс. человек (85 % к уровню 2008 года) — в основном, граждане Японии, США и Германии.

### Кредитные рейтинги
Рейтинговое агентство «Эксперт РА» в 2018 году присвоило  Камчатскому краю кредитный рейтинг ruA+. Этот рейтинг стабильно подтверждается дважды в году (2018-2025).

## Образование
Камчатский край с 1 апреля 2010 года участвует в проведении эксперимента по преподаванию курса «Основы религиозных культур и светской этики» (включает «Основы православной культуры», «Основы исламской культуры», «Основы буддийской культуры», «Основы иудейской культуры», «Основы мировых религиозных культур», и «Основы светской этики»).
Количество жителей, имеющих высшее образование и учёные степени, превышает среднестатистические данные по России.
В 2015 году выделено 660 миллионов рублей из регионального бюджета на проектирование и строительство детсадов, школ и учебных комплексов.

### Высшее образование
В крае действует два собственных вуза: Камчатский государственный технический университет и Камчатский государственный университет имени Витуса Беринга — и несколько филиалов вузов других регионов России.

## Спорт
Основная масса спортивных мероприятий проводится в Петропавловске-Камчатском, где находятся лыжно-биатлонные трассы и горнолыжные базы. Из них Морозная и Центральная базы предназначены для занятий профессиональном спортом. Другие горнолыжные базы находятся в Елизове, посёлке Заозёрный.
Проводятся соревнования по фрирайду, ежегодные гонки на собачьих упряжках «Берингия» хоккейные, баскетбольные, волейбольные мероприятия местного масштаба. Действуют федерации карате, сноуборда, ездового спорта, плавания и др.
В конце лета осуществляется массовый подъём на Авачинский вулкан.